# Eucera lucasi
Eucera lucasi är en biart som först beskrevs av Giovanni Gribodo 1893.
Eucera lucasi ingår i släktet långhornsbin och familjen långtungebin. Inga underarter finns listade i Catalogue of Life.